# Llista de topònims de Matadepera
Llista de topònims (noms propis de lloc) del municipi de Matadepera, al Vallès Occidental
Informació actualitzada per un bot. Els canvis manuals es perdran quan s'actualitzi!

## arbre singular
| imatge | Nom                                  | Ubicat a   | instància de   | Detalls                                                                   | coordenades | Protecció | Commons (més fotos)               | Dades a WD                    |
| ------ | ------------------------------------ | ---------- | -------------- | ------------------------------------------------------------------------- | --- | --------- | --------------------------------- | ----------------------------- |
|        | Pinassa de la Balma de la Pinassa    | Matadepera | arbre singular | Taxon: pinassa (Pinus nigra subsp. salzmannii) Alt: 21.9m Perímetre: 2.7m | 41° 38′ 50″ N, 2° 01′ 15″ E / 41.647169°N,2.020919°E 870 msnm                                                                                       |           | Pinassa de la Balma de la Pinassa | Modifica les dades a Wikidata |
|        | Pinassa de la Castellassa del Dalmau | Matadepera | arbre singular | Taxon: pinassa (Pinus nigra subsp. salzmannii)                            | 41° 38′ 55″ N, 2° 01′ 56″ E / 41.648579°N,2.03215°E                                                                                                 |           |                                   | Modifica les dades a Wikidata |
|        | Pinassa de la Vinya Vella            | Matadepera | arbre singular | Taxon: pinassa (Pinus nigra subsp. salzmannii)                            | 41° 39′ 15″ N, 2° 02′ 23″ E / 41.654209°N,2.039692°E                                                                                                |           |                                   | Modifica les dades a Wikidata |
|        | Pinasses de la Canal Freda           | Matadepera | arbre singular | Taxon: pinassa (Pinus nigra subsp. salzmannii)                            | 41° 39′ 01″ N, 2° 01′ 26″ E / 41.650275°N,2.023886°E                                                                                                |           |                                   | Modifica les dades a Wikidata |
|        | alzina de Can Solà del Pla           | Matadepera | arbre singular |                                                                           | 41° 36′ 54″ N, 2° 00′ 46″ E / 41.61492°N,2.01268°E ca:Carrer de Can Solà del Pla, 7                                                                 |           |                                   | Modifica les dades a Wikidata |
|        | alzina de Can Torres                 | Matadepera | arbre singular | Taxon: alzina (Quercus ilex)                                              | 41° 37′ 23″ N, 2° 01′ 46″ E / 41.623076°N,2.029434°E                                                                                                |           |                                   | Modifica les dades a Wikidata |
|        | alzina de Can Torres                 | Matadepera | arbre singular |                                                                           | 41° 37′ 16″ N, 2° 01′ 42″ E / 41.62122°N,2.02833°E ca:Can Torres                                                                                    |           |                                   | Modifica les dades a Wikidata |
|        | ametller de Can Vinyers              | Matadepera | arbre singular |                                                                           | 41° 35′ 56″ N, 2° 01′ 53″ E / 41.5988°N,2.0313°E ca:Entre els carrers de W. Guadall de nord a sud i de Pompeu Fabra i dels Lledoners, d’est a oest. |           |                                   | Modifica les dades a Wikidata |
|        | teixos de Can Pobla                  | Matadepera | arbre singular |                                                                           | 41° 38′ 12″ N, 2° 01′ 02″ E / 41.63656°N,2.0173°E ca:Can Pobla                                                                                      |           |                                   | Modifica les dades a Wikidata |

## avenc
| imatge | Nom                          | Ubicat a   | instància de | Detalls                   | coordenades                                                                                 | Protecció | Commons (més fotos) | Dades a WD                    |
| ------ | ---------------------------- | ---------- | ------------ | ------------------------- | ------------------------------------------------------------------------------------------- | --------- | ------------------- | ----------------------------- |
|        | avenc Elisa                  | Matadepera | avenc        | Llarg: 7m Profunditat: 5m | 41° 38′ 16″ N, 2° 00′ 08″ E / 41.63777777777778°N,2.002222222222222°E 670 msnm              |           |                     | Modifica les dades a Wikidata |
|        | avenc de Can Pobla           | Matadepera | avenc        |                           | 41° 38′ 18″ N, 2° 01′ 11″ E / 41.6383495551178°N,2.01964785946689°E ca:La Mola              |           |                     | Modifica les dades a Wikidata |
|        | avenc de Can Torres          | Matadepera | avenc        |                           | 41° 37′ 07″ N, 2° 01′ 54″ E / 41.6185192048575°N,2.03172329545994°E ca:Can Torres           |           |                     | Modifica les dades a Wikidata |
|        | avenc de l'Esquirol          | Matadepera | avenc        |                           | 41° 37′ 43″ N, 2° 01′ 00″ E / 41.6285772577757°N,2.0165305861708°E                          |           |                     | Modifica les dades a Wikidata |
|        | avenc de la Codoleda         | Matadepera | avenc        |                           | 41° 37′ 53″ N, 2° 01′ 22″ E / 41.63125°N,2.02283°E ca:Plecs del Llibre                      |           |                     | Modifica les dades a Wikidata |
|        | avenc del Club               | Matadepera | avenc        | Llarg: 210m               | 41° 38′ 02″ N, 2° 00′ 41″ E / 41.63388888888889°N,2.011388888888889°E ca:Can Pobla 795 msnm |           |                     | Modifica les dades a Wikidata |
|        | avenc petit de Can Garrigosa | Matadepera | avenc        | Llarg: 8m Profunditat: 6m | 41° 38′ 20″ N, 2° 00′ 08″ E / 41.63899166666667°N,2.0021916666666666°E 692 msnm             |           |                     | Modifica les dades a Wikidata |

## barraca de vinya
| imatge | Nom                                                                     | Ubicat a   | instància de     | Detalls | coordenades | Protecció | Commons (més fotos) | Dades a WD                    |
| ------ | ----------------------------------------------------------------------- | ---------- | ---------------- | ------- | --- | --------- | ------------------- | ----------------------------- |
|        | barraca de boscaters de la Canal Gran                                   | Matadepera | barraca de vinya |         | 41° 38′ 21″ N, 2° 01′ 35″ E / 41.63906°N,2.0263°E ca:Canal Gran                                                                 |           |                     | Modifica les dades a Wikidata |
|        | barraca de carboner de les Guineueres                                   | Matadepera | barraca de vinya | 1932    | 41° 38′ 41″ N, 2° 02′ 05″ E / 41.64485°N,2.03479°E ca:Les Guineueres                                                            |           |                     | Modifica les dades a Wikidata |
|        | barraca de vinya de la rotonda de la carretera de Matadepera a Sabadell | Matadepera | barraca de vinya | 2018    | 41° 35′ 45″ N, 2° 01′ 59″ E / 41.59576°N,2.03313°E ca:Carretera de Sabadell, BV-1248, amb la cruïlla de l’Avinguda del Mas Sot. |           |                     | Modifica les dades a Wikidata |
|        | barraca del Turó de les Roques Blanques                                 | Matadepera | barraca de vinya |         | 41° 36′ 13″ N, 2° 00′ 49″ E / 41.60374°N,2.01351°E ca:Turó de les Roques Blanques                                               |           |                     | Modifica les dades a Wikidata |

## cabana
| imatge | Nom                 | Ubicat a   | instància de | Detalls | coordenades                                                         | Protecció | Commons (més fotos) | Dades a WD                    |
| ------ | ------------------- | ---------- | ------------ | ------- | ------------------------------------------------------------------- | --------- | ------------------- | ----------------------------- |
|        | barraca del Bord    | Matadepera | cabana       |         | 41° 39′ 08″ N, 2° 01′ 09″ E / 41.6520998295102°N,2.01923522589037°E |           |                     | Modifica les dades a Wikidata |
|        | corral de la Barata | Matadepera | cabana       |         | 41° 38′ 19″ N, 1° 59′ 36″ E / 41.6384827488915°N,1.99337498671317°E |           |                     | Modifica les dades a Wikidata |

## carrer
| imatge | Nom                    | Ubicat a   | instància de | Detalls | coordenades                                                                  | Protecció | Commons (més fotos) | Dades a WD                    |
| ------ | ---------------------- | ---------- | ------------ | ------- | ---------------------------------------------------------------------------- | --------- | ------------------- | ----------------------------- |
|        | carrer de Sant Isidre  | Matadepera | carrer       |         | 41° 35′ 56″ N, 2° 01′ 34″ E / 41.59886°N,2.02605°E ca:Carrer de Sant Isidre  |           |                     | Modifica les dades a Wikidata |
|        | carrer de Sant Joan    | Matadepera | carrer       |         | 41° 35′ 58″ N, 2° 01′ 39″ E / 41.59932°N,2.02738°E ca:Carrer de Sant Joan    |           |                     | Modifica les dades a Wikidata |
|        | carrer de Sant Llorenç | Matadepera | carrer       |         | 41° 36′ 06″ N, 2° 01′ 28″ E / 41.60168°N,2.02442°E ca:Carrer de Sant Llorenç |           |                     | Modifica les dades a Wikidata |

## casa
| imatge | Nom                                    | Ubicat a   | instància de | Detalls                                                                                               | coordenades                                                                                 | Protecció                   | Commons (més fotos)                            | Dades a WD                    |
| ------ | -------------------------------------- | ---------- | ------------ | --- | ------------------------------------------------------------------------------------------- | --------------------------- | ---------------------------------------------- | ----------------------------- |
|        | Ca l'Alcaraz                           | Matadepera | casa         | 1950                                                                                                  | 41° 36′ 06″ N, 2° 01′ 29″ E / 41.60164°N,2.02462°E ca:Carrer de Sant Llorenç, 44            |                             |                                                | Modifica les dades a Wikidata |
|        | Cal Gabriel Ribó                       | Matadepera | casa         | 18th century                                                                                          | 41° 35′ 58″ N, 2° 01′ 38″ E / 41.59945°N,2.02726°E ca:C. Sant Joan, 56                      | bé cultural d'interès local | Cal Gabriel Ribó                               | Modifica les dades a Wikidata |
|        | Cal Gamell                             | Matadepera | casa         | 18th century                                                                                          | 41° 35′ 58″ N, 2° 01′ 38″ E / 41.59949°N,2.0272°E ca:C. Sant Joan, 58                       | bé cultural d'interès local | Cal Gamell                                     | Modifica les dades a Wikidata |
|        | Cal Marcet                             | Matadepera | casa         | 19th century                                                                                          | 41° 35′ 54″ N, 2° 01′ 45″ E / 41.59828°N,2.02914°E ca:C. Sant Joan, 6                       | bé cultural d'interès local | Cal Marcet (Matadepera)                        | Modifica les dades a Wikidata |
|        | Cal Mossèn Camps                       | Matadepera | casa         | 1910s                                                                                                 | 41° 35′ 52″ N, 2° 01′ 45″ E / 41.59791564941406°N,2.02925705909729°E ca:Sant Joan, 3        |                             |                                                | Modifica les dades a Wikidata |
|        | Cal Pere Ribó                          | Matadepera | casa         | 18th century                                                                                          | 41° 35′ 58″ N, 2° 01′ 38″ E / 41.59955°N,2.02711°E ca:C. Sant Joan, 60                      | bé cultural d'interès local | Cal Pere Ribó                                  | Modifica les dades a Wikidata |
|        | Cal Raurell                            | Matadepera | casa         | 20th century                                                                                          | 41° 36′ 08″ N, 2° 01′ 43″ E / 41.6021°N,2.02863°E ca:C. Pere Raurell, 6                     | bé cultural d'interès local | Cal Raurell (Matadepera)                       | Modifica les dades a Wikidata |
|        | Casa Andreu Vidal                      | Matadepera | casa         | Arquitecte: Bonaventura Bassegoda i Amigó Estil: arquitectura eclèctica 20th century                  | 41° 36′ 05″ N, 2° 01′ 28″ E / 41.60148°N,2.02444°E ca:C. Sant Llorenç, 71                   | bé cultural d'interès local | Casa Andreu Vidal                              | Modifica les dades a Wikidata |
|        | Casa Assumpció Ribó                    | Matadepera | casa         | 18th century                                                                                          | 41° 35′ 57″ N, 2° 01′ 39″ E / 41.5993°N,2.02737°E ca:C. Sant Joan, 61                       | bé cultural d'interès local | Casa Assumpció Ribó                            | Modifica les dades a Wikidata |
|        | Casa Josep Casanovas                   | Matadepera | casa         | Arquitecte: Gabriel Borrell i Cardona 1932                                                            | 41° 36′ 05″ N, 2° 01′ 29″ E / 41.60146°N,2.02474°E ca:Carrer de Sant Llorenç, 38-40         |                             |                                                | Modifica les dades a Wikidata |
|        | Casa Raventós                          | Matadepera | casa         | 20th century                                                                                          | 41° 35′ 51″ N, 2° 01′ 47″ E / 41.59737°N,2.029717°E ca:C. Ricard Marlet, 30 416 msnm        | bé cultural d'interès local | Torre Raventós                                 | Modifica les dades a Wikidata |
|        | Casa Torres                            | Matadepera | casa         | 20th century                                                                                          | 41° 36′ 12″ N, 2° 01′ 26″ E / 41.60331°N,2.02389°E ca:Carrer de Jaume Español, 3            |                             |                                                | Modifica les dades a Wikidata |
|        | Casa de Pere Aldavert                  | Matadepera | casa         | Arquitecte: Bonaventura Bassegoda i Amigó Estil: arquitectura eclèctica arquitectura modernista 1890s | 41° 35′ 56″ N, 2° 01′ 42″ E / 41.598753°N,2.028275°E ca:Carrer de Sant Joan, 28             | bé cultural d'interès local | Casa de Pere Aldavert                          | Modifica les dades a Wikidata |
|        | Conjunt de cases Ignàsia Riu           | Matadepera | casa         | 20th century                                                                                          | 41° 36′ 05″ N, 2° 01′ 19″ E / 41.60132°N,2.02201°E ca:C. Sant Ignasi, 34-44 i 37-45         | bé cultural d'interès local | Conjunt de cases Ignàsia Riu                   | Modifica les dades a Wikidata |
|        | Conjunt de cases Maria del Carme Sala  | Matadepera | casa         | 20th century                                                                                          | 41° 35′ 42″ N, 2° 01′ 28″ E / 41.5951°N,2.02437°E ca:Ctra. de Terrassa, 38-58               | bé cultural d'interès local | Conjunt de cases Maria del Carme Sala          | Modifica les dades a Wikidata |
|        | Conjunt de cases de la Muntanyeta      | Matadepera | casa         | 20th century                                                                                          | 41° 36′ 16″ N, 2° 01′ 40″ E / 41.60436°N,2.02788°E ca:C. Poeta Maragall, 35-45              | bé cultural d'interès local | Conjunt de cases de la Muntanyeta (Matadepera) | Modifica les dades a Wikidata |
|        | Sant Honoré Cafeteria                  | Matadepera | casa         | 18th century                                                                                          | 41° 35′ 58″ N, 2° 01′ 38″ E / 41.5994°N,2.02723°E ca:C. Sant Joan, 65                       | bé cultural d'interès local | Sant Honoré Cafeteria                          | Modifica les dades a Wikidata |
|        | Torre Badia                            | Matadepera | casa         | 20th century                                                                                          | 41° 36′ 28″ N, 2° 01′ 04″ E / 41.60766°N,2.01779°E ca:C. Francesc Badia, 1                  | bé cultural d'interès local | Torre Badia                                    | Modifica les dades a Wikidata |
|        | Torre Celestino Manent                 | Matadepera | casa         | 20th century                                                                                          | 41° 35′ 46″ N, 2° 01′ 32″ E / 41.59621°N,2.025446666666667°E ca:Ctra. de Terrassa, 49       | bé cultural d'interès local | Torre Celestino Manent                         | Modifica les dades a Wikidata |
|        | Torre Concepció Tugas                  | Matadepera | casa         | 20th century                                                                                          | 41° 36′ 16″ N, 2° 01′ 24″ E / 41.60446°N,2.0233°E ca:C. Ramon Llull, 18                     | bé cultural d'interès local | Torre Concepció Tugas                          | Modifica les dades a Wikidata |
|        | Torre Eduard Noguera                   | Matadepera | casa         | 20th century                                                                                          | 41° 36′ 10″ N, 2° 01′ 41″ E / 41.60277°N,2.02802°E ca:C. Poeta Maragall, 1                  | bé cultural d'interès local | Torre Eduard Noguera                           | Modifica les dades a Wikidata |
|        | Torre F. Ballbè                        | Matadepera | casa         | 20th century                                                                                          | 41° 36′ 17″ N, 2° 01′ 23″ E / 41.60469°N,2.02315°E ca:Camí Font de la Tartana, 1            | bé cultural d'interès local | Torre F. Ballbè                                | Modifica les dades a Wikidata |
|        | Torre Guillermina Gessi                | Matadepera | casa         | 20th century                                                                                          | 41° 36′ 05″ N, 2° 01′ 35″ E / 41.60132°N,2.02631°E ca:Pg. Àngel Guimerà, 56                 | bé cultural d'interès local | Torre Guillermina Gessi                        | Modifica les dades a Wikidata |
|        | Torre J. Ballbè-Molins                 | Matadepera | casa         | 20th century                                                                                          | 41° 35′ 52″ N, 2° 01′ 49″ E / 41.59785°N,2.03016°E ca:Ctra. Sabadell, 1-3                   | bé cultural d'interès local | Torre J. Ballbè-Molins                         | Modifica les dades a Wikidata |
|        | Torre J. Fernández                     | Matadepera | casa         | 20th century                                                                                          | 41° 36′ 26″ N, 2° 01′ 05″ E / 41.60734°N,2.01793°E ca:C. Marc Comerma, 3                    | bé cultural d'interès local | Torre J. Fernández (Matadepera)                | Modifica les dades a Wikidata |
|        | Torre J. Garriga                       | Matadepera | casa         | 20th century                                                                                          | 41° 36′ 01″ N, 2° 01′ 41″ E / 41.60017°N,2.02801°E ca:Pg. Àngel Guimerà, 36                 | bé cultural d'interès local | Torre J. Garriga (Matadepera)                  | Modifica les dades a Wikidata |
|        | Torre J. Ventalló                      | Matadepera | casa         | 20th century                                                                                          | 41° 36′ 11″ N, 2° 01′ 39″ E / 41.60303°N,2.02743°E ca:C. Josep Pla, 2                       | bé cultural d'interès local | Torre J. Ventalló                              | Modifica les dades a Wikidata |
|        | Torre Matarí                           | Matadepera | casa         | 20th century                                                                                          | 41° 36′ 26″ N, 2° 01′ 02″ E / 41.60729°N,2.01728°E ca:C. Gaietà Vallès, 3                   | bé cultural d'interès local | Torre Matarí                                   | Modifica les dades a Wikidata |
|        | Torre Onandia                          | Matadepera | casa         | 20th century                                                                                          | 41° 36′ 07″ N, 2° 01′ 30″ E / 41.60187°N,2.02497°E ca:Pg. Àngel Guimerà, 77                 | bé cultural d'interès local | Torre Onandia                                  | Modifica les dades a Wikidata |
|        | Torre Salvans                          | Matadepera | casa         | Estil: historicisme arquitectònic 20th century                                                        | 41° 38′ 17″ N, 1° 59′ 30″ E / 41.63815°N,1.99158°E ca:Prop dels Plans de la Barata 670 msnm | bé cultural d'interès local | Torre Salvans (Matadepera)                     | Modifica les dades a Wikidata |
|        | Torre Vallhonrat                       | Matadepera | casa         | 20th century                                                                                          | 41° 36′ 25″ N, 2° 01′ 06″ E / 41.60681°N,2.01838°E ca:C. Gaietà Vallès, 12                  | bé cultural d'interès local | Torre Vallhonrat                               | Modifica les dades a Wikidata |
|        | Torredemer                             | Matadepera | casa         | 20th century                                                                                          | 41° 36′ 23″ N, 2° 01′ 36″ E / 41.60629°N,2.02677°E ca:Camí de la Font de la Tartana, 22-32  | bé cultural d'interès local | Torredemer (Matadepera)                        | Modifica les dades a Wikidata |
|        | Torredemer Gaudí                       | Matadepera | casa         | 20th century                                                                                          | 41° 36′ 07″ N, 2° 01′ 34″ E / 41.60204°N,2.02611°E ca:C. Gaudí, 9 i 12-18                   | bé cultural d'interès local | Torredemer al carrer Gaudí                     | Modifica les dades a Wikidata |
|        | Torres Jaume Rocabert                  | Matadepera | casa         | Arquitecte: Melcior Vinyals i Muñoz 20th century                                                      | 41° 35′ 51″ N, 2° 01′ 31″ E / 41.59759°N,2.0253°E ca:Av. Josep Porcar, 29                   | bé cultural d'interès local | Torre Jaume Rocabert                           | Modifica les dades a Wikidata |
|        | Torres Neus Guadall                    | Matadepera | casa         | 20th century                                                                                          | 41° 35′ 54″ N, 2° 01′ 44″ E / 41.59823°N,2.02898°E ca:C. Sant Joan, 7-9                     | bé cultural d'interès local | Torres Neus Guadall                            | Modifica les dades a Wikidata |
|        | Villa Engràcia                         | Matadepera | casa         | 20th century                                                                                          | 41° 36′ 07″ N, 2° 01′ 32″ E / 41.60185°N,2.02546°E ca:Pg. Àngel Guimerà, 64                 | bé cultural d'interès local | Villa Engràcia (Matadepera)                    | Modifica les dades a Wikidata |
|        | casa de la Carretera de Terrassa, 21   | Matadepera | casa         | 20th century                                                                                          | 41° 35′ 54″ N, 2° 01′ 38″ E / 41.59843°N,2.02724°E ca:Carretera de Terrassa, 21             |                             |                                                | Modifica les dades a Wikidata |
|        | casa del Carrer de Sant Isidre, Núm 22 | Matadepera | casa         | 19th century                                                                                          | 41° 35′ 56″ N, 2° 01′ 36″ E / 41.59889°N,2.02656°E ca:Carrer de sant Isidre, 22             |                             |                                                | Modifica les dades a Wikidata |
|        | casa del carrer de Balmes, núm. 3      | Matadepera | casa         | 1905                                                                                                  | 41° 35′ 54″ N, 2° 01′ 39″ E / 41.59828°N,2.02751°E ca:Carrer de Balmes, 3                   |                             |                                                | Modifica les dades a Wikidata |
|        | la Balma                               | Matadepera | casa         | 18th century                                                                                          | 41° 35′ 58″ N, 2° 01′ 38″ E / 41.59934°N,2.02731°E ca:C. Sant Joan, 63                      | bé cultural d'interès local | La Balma (Matadepera)                          | Modifica les dades a Wikidata |

## cova
| imatge | Nom                                   | Ubicat a   | instància de     | Detalls            | coordenades | Protecció                                  | Commons (més fotos)      | Dades a WD                    |
| ------ | ------------------------------------- | ---------- | ---------------- | ------------------ | --- | ------------------------------------------ | ------------------------ | ----------------------------- |
|        | Balma Blava                           | Matadepera | cova             |                    | 41° 38′ 30″ N, 2° 00′ 25″ E / 41.64179722222222°N,2.006975°E 820 msnm |                                            | Balma Blava              | Modifica les dades a Wikidata |
|        | Balma Fosca                           | Matadepera | cova             |                    | 41° 38′ 49″ N, 2° 01′ 20″ E / 41.64694444444444°N,2.0221388888888887°E ca:Carena de la Cova de les Ànimes |                                            | Balma Fosca (Matadepera) | Modifica les dades a Wikidata |
|        | Balma de Can Pobla                    | Matadepera | cova             |                    | 41° 38′ 11″ N, 2° 01′ 06″ E / 41.63646°N,2.01824°E ca:Can Pobla |                                            |                          | Modifica les dades a Wikidata |
|        | Balma de la Castellassa de Can Torres | Matadepera | cova             |                    | 41° 38′ 10″ N, 2° 01′ 40″ E / 41.63606°N,2.02768°E ca:La Castellassa de Can Torres |                                            |                          | Modifica les dades a Wikidata |
|        | Balma de la Pinassa                   | Matadepera | cova abric rocós |                    | 41° 38′ 50″ N, 2° 01′ 15″ E / 41.64716888888889°N,2.0209188888888887°E 880 msnm |                                            | Balma de la Pinassa      | Modifica les dades a Wikidata |
|        | Balma de la Visera                    | Matadepera | cova             |                    | 41° 38′ 28″ N, 2° 01′ 40″ E / 41.64098°N,2.02765°E ca:Canal de la Coma Roja |                                            |                          | Modifica les dades a Wikidata |
|        | Balma del Bloc                        | Matadepera | cova             |                    | 41° 37′ 40″ N, 2° 01′ 14″ E / 41.62764°N,2.02057°E ca:A l'alçada del carrer de Vista Alegre, 55-73 |                                            |                          | Modifica les dades a Wikidata |
|        | Balma del Cubell                      | Matadepera | cova             |                    | 41° 38′ 28″ N, 2° 01′ 39″ E / 41.64108°N,2.02747°E ca:Canal de la Coma Roja |                                            |                          | Modifica les dades a Wikidata |
|        | Caixa dels Trons                      | Matadepera | cova             |                    | 41° 38′ 25″ N, 2° 01′ 38″ E / 41.64014°N,2.02713°E ca:Canal de la Cova Roja |                                            |                          | Modifica les dades a Wikidata |
|        | Cova Roja                             | Matadepera | cova             |                    | 41° 38′ 27″ N, 2° 01′ 31″ E / 41.64082°N,2.02521°E ca:Cova Roja |                                            |                          | Modifica les dades a Wikidata |
|        | Cova de la Figuera                    | Matadepera | cova             |                    | 41° 38′ 28″ N, 2° 01′ 31″ E / 41.64106°N,2.02521°E ca:Cova Roja |                                            |                          | Modifica les dades a Wikidata |
|        | Cova de la Roca Colom                 | Matadepera | cova             |                    | 41° 38′ 20″ N, 2° 01′ 12″ E / 41.63882°N,2.01992°E ca:La Mola |                                            |                          | Modifica les dades a Wikidata |
|        | Cova del Fondal                       | Matadepera | cova             |                    | 41° 38′ 16″ N, 2° 01′ 06″ E / 41.63772°N,2.01842°E ca:Canal de Can Pobla |                                            |                          | Modifica les dades a Wikidata |
|        | Cova del Pinyoner                     | Matadepera | cova             |                    | 41° 38′ 19″ N, 2° 01′ 12″ E / 41.6386°N,2.01998°E ca:La Mola |                                            |                          | Modifica les dades a Wikidata |
|        | cova de l'Alzina                      | Matadepera | cova             | Llarg: 5m          | 41° 38′ 37″ N, 2° 00′ 54″ E / 41.64361111111111°N,2.015°E 1005 msnm |                                            |                          | Modifica les dades a Wikidata |
|        | cova de l'Om                          | Matadepera | cova             |                    | 41° 38′ 40″ N, 2° 01′ 03″ E / 41.64447222222222°N,2.0175555555555555°E 1011 msnm |                                            |                          | Modifica les dades a Wikidata |
|        | cova de la Cinta                      | Matadepera | cova             | Llarg: 15m Alt: 9m | 41° 37′ 53″ N, 2° 00′ 57″ E / 41.631388888888885°N,2.015833333333333°E 870 msnm |                                            |                          | Modifica les dades a Wikidata |
|        | cova de la Moleta                     | Matadepera | cova             |                    | 41° 37′ 02″ N, 1° 59′ 21″ E / 41.61727°N,1.98923°E ca:La Moleta |                                            |                          | Modifica les dades a Wikidata |
|        | cova de la Sargantana                 | Matadepera | cova             | Llarg: 20m Alt: 6m | 41° 38′ 32″ N, 2° 00′ 55″ E / 41.64222222222222°N,2.015277777777778°E 1020 msnm |                                            |                          | Modifica les dades a Wikidata |
|        | cova de la canal Gentil               | Matadepera | cova             |                    | 41° 38′ 06″ N, 2° 01′ 29″ E / 41.63507°N,2.02467°E ca:Vessant hidrogràfic dret de la Canal Gentil |                                            |                          | Modifica les dades a Wikidata |
|        | cova de les Ànimes                    | Matadepera | cova             |                    | 41° 38′ 42″ N, 2° 01′ 27″ E / 41.64487777777778°N,2.0241444444444445°E 925 msnm |                                            | Cova de les Ànimes       | Modifica les dades a Wikidata |
|        | cova del Camí Nou                     | Matadepera | cova             | Llarg: 15m Alt: 5m | 41° 37′ 47″ N, 2° 00′ 52″ E / 41.62972222222222°N,2.0144444444444445°E 665 msnm |                                            |                          | Modifica les dades a Wikidata |
|        | cova del Cingle dels Òbits            | Matadepera | cova             | Llarg: 23m         | 41° 39′ 26″ N, 2° 00′ 51″ E / 41.657222222222224°N,2.0141666666666667°E 995 msnm |                                            |                          | Modifica les dades a Wikidata |
|        | cova del Drac                         | Matadepera | cova             |                    | 41° 38′ 48″ N, 2° 01′ 03″ E / 41.6465730447325°N,2.0175418274169°E |                                            |                          | Modifica les dades a Wikidata |
|        | cova del Frare                        | Matadepera | cova necròpolis  | Llarg: 80m         | 41° 38′ 14″ N, 2° 01′ 08″ E / 41.6371°N,2.0188027777777777°E 940 msnm | bé integrant del patrimoni cultural català | Cova del Frare           | Modifica les dades a Wikidata |
|        | cova del Manel                        | Matadepera | cova             | Llarg: 788m        | 41° 38′ 16″ N, 2° 01′ 04″ E / 41.63777777777778°N,2.017777777777778°E ca:Cova situada al vessant sud de la Mola descoberta l'any 1899 pels propietaris de Can Pobla. És la cavitat amb més recorregut del massís i sobrepassa amb escreix la cova Simanya (372 m), la segona amb més recorregut. Té diverses galeries, sales, diàclasis i xemeneies. Es tracta d'una antiga surgència que drenava les aigües d'aquest sector del massís. Actualment i únicament en casos de pluges excepcionals, només entren en activitat les tres galeries terminals. 930 msnm |                                            | Cova del Manel           | Modifica les dades a Wikidata |
|        | cova del Salt                         | Matadepera | cova             | Llarg: 5m          | 41° 37′ 12″ N, 2° 01′ 17″ E / 41.62°N,2.0213888888888887°E 603 msnm |                                            |                          | Modifica les dades a Wikidata |
|        | cova dels Toixons                     | Matadepera | cova             |                    | 41° 38′ 15″ N, 2° 01′ 00″ E / 41.637601°N,2.016737°E Sant Llorenç del Munt 945 msnm |                                            | Cova dels Toixons        | Modifica les dades a Wikidata |
|        | coves de l'Hort dels Monjos           | Matadepera | cova             | Llarg: 22m         | 41° 38′ 24″ N, 2° 01′ 14″ E / 41.64°N,2.0205555555555557°E 1033 msnm |                                            |                          | Modifica les dades a Wikidata |
|        | el Forat                              | Matadepera | cova             |                    | 41° 39′ 00″ N, 2° 01′ 15″ E / 41.6500678796738°N,2.02071913141802°E |                                            |                          | Modifica les dades a Wikidata |
|        | els Òbits                             | Matadepera | cova             |                    | 41° 39′ 21″ N, 2° 00′ 47″ E / 41.6559285280819°N,2.01300398175564°E |                                            |                          | Modifica les dades a Wikidata |

## curs d'aigua
| imatge | Nom                           | Ubicat a                                 | instància de | Detalls                                           | coordenades                                                                                               | Protecció | Commons (més fotos) | Dades a WD                    |
| ------ | ----------------------------- | ---------------------------------------- | ------------ | ------------------------------------------------- | --- | --------- | ------------------- | ----------------------------- |
|        | riera de les Arenes           | Mura Matadepera Terrassa                 | curs d'aigua | Desemboca: riera de Rubí Llarg: 15km Conca: 30km² | 41° 40′ 10″ N, 1° 59′ 41″ E / 41.669537°N,1.994856°E 41° 31′ 56″ N, 2° 01′ 59″ E / 41.532322°N,2.033166°E |           | Riera de les Arenes | Modifica les dades a Wikidata |
|        | riu Sec                       | Vallès Occidental                        | curs d'aigua | Desemboca: Ripoll                                 | 41° 37′ 56″ N, 2° 01′ 22″ E / 41.632116°N,2.022658°E 41° 29′ 29″ N, 2° 09′ 24″ E / 41.491427°N,2.156804°E |           | Riu Sec             | Modifica les dades a Wikidata |
|        | torrent de la Font de la Riba | Terrassa Matadepera                      | curs d'aigua | Desemboca: riera de les Arenes Llarg: 4.6km       | 41° 38′ 06″ N, 1° 58′ 35″ E / 41.634889°N,1.97625°E 41° 37′ 20″ N, 2° 00′ 09″ E / 41.622258°N,2.002516°E  |           |                     | Modifica les dades a Wikidata |
|        | torrent del Guinard           | Matadepera Terrassa Castellar del Vallès | curs d'aigua | Desemboca: torrent de Ribatallada Llarg: 3.7km    | 41° 36′ 41″ N, 2° 02′ 31″ E / 41.611472°N,2.041965°E 41° 35′ 15″ N, 2° 03′ 58″ E / 41.587628°N,2.065997°E |           |                     | Modifica les dades a Wikidata |

## edifici
| imatge | Nom                                           | Ubicat a   | instància de                           | Detalls                                                      | coordenades                                                                                           | Protecció                                  | Commons (més fotos)                                                  | Dades a WD                    |
| ------ | --------------------------------------------- | ---------- | -------------------------------------- | ------------------------------------------------------------ | --- | ------------------------------------------ | -------------------------------------------------------------------- | ----------------------------- |
|        | Antigues escoles                              | Matadepera | edifici Ús: parc de bombers comissaria | Arquitecte: Josep Domènech i Mansana Estil: noucentisme 1925 | 41° 35′ 50″ N, 2° 01′ 34″ E / 41.59714°N,2.0261°E ca:Carrer Joan Paloma                               | bé cultural d'interès local                | Edificis del Parc de Bombers i de la Policia Municipal de Matadepera | Modifica les dades a Wikidata |
|        | Barraques de calciners de les Roques Blanques | Matadepera | edifici                                |                                                              | 41° 36′ 16″ N, 2° 00′ 52″ E / 41.60431°N,2.01457°E ca:Turó de les Roques Blanques                     |                                            |                                                                      | Modifica les dades a Wikidata |
|        | Colomar de Can Garrigosa                      | Matadepera | edifici                                | Estil: arquitectura popular                                  | 41° 38′ 11″ N, 2° 00′ 06″ E / 41.636493°N,2.001698°E                                                  | bé integrant del patrimoni cultural català |                                                                      | Modifica les dades a Wikidata |
|        | Forn de Vidre de Can Torrella de Baix         | Matadepera | edifici                                | 18th century                                                 | 41° 36′ 27″ N, 2° 00′ 42″ E / 41.6073652°N,2.0116209°E ca:Carretera de Sabadell a Talamanca, PK 4+700 |                                            |                                                                      | Modifica les dades a Wikidata |
|        | Forn de les Pedritxes                         | Matadepera | edifici                                |                                                              | 41° 36′ 57″ N, 1° 59′ 50″ E / 41.6159088679429°N,1.99725485619559°E ca:Avinguda de Catalunya, núm. 79 |                                            |                                                                      | Modifica les dades a Wikidata |
|        | Rectoria de Matadepera                        | Matadepera | edifici                                | 1881                                                         | 41° 35′ 57″ N, 2° 01′ 40″ E / 41.59924°N,2.02788°E ca:Plaça Mossèn Jaume Torres, núm. 1               |                                            |                                                                      | Modifica les dades a Wikidata |
|        | l'Hotel                                       | Matadepera | edifici                                | Estil: noucentisme 20th century                              | 41° 35′ 56″ N, 2° 01′ 37″ E / 41.598946°N,2.027024°E ca:C. Sant Isidre, 35 - pl. Cal Baldiró, 8       | bé cultural d'interès local                | L'Hotel (Matadepera)                                                 | Modifica les dades a Wikidata |

## element arquitectònic
| imatge | Nom                                      | Ubicat a   | instància de              | Detalls                                      | coordenades                                                                                                | Protecció | Commons (més fotos) | Dades a WD                    |
| ------ | ---------------------------------------- | ---------- | ------------------------- | -------------------------------------------- | --- | --------- | ------------------- | ----------------------------- |
|        | Mola del Trull de Can Torrella           | Matadepera | element arquitectònic     |                                              | 41° 36′ 27″ N, 2° 00′ 44″ E / 41.60743°N,2.01226°E ca:Can Torrella                                         |           |                     | Modifica les dades a Wikidata |
|        | Mola del trull de Can Solà del Pla       | Matadepera | element arquitectònic     |                                              | 41° 36′ 53″ N, 2° 00′ 47″ E / 41.61484°N,2.01298°E ca:Carrer de Can Solà del Pla, 7                        |           |                     | Modifica les dades a Wikidata |
|        | Pou de Cal Marcet                        | Matadepera | element arquitectònic pou | Arquitecte: Lluís Muncunill i Parellada 1897 | 41° 35′ 54″ N, 2° 01′ 45″ E / 41.59846°N,2.02918°E ca:Carrer de Sant Joan, núm. 6                          |           |                     | Modifica les dades a Wikidata |
|        | Sútia del Torrent del Sot de Matalonga   | Matadepera | element arquitectònic     |                                              | 41° 38′ 28″ N, 2° 01′ 58″ E / 41.64106°N,2.03278°E ca:Torrent del Sot de Matalonga                         |           |                     | Modifica les dades a Wikidata |
|        | forn de pega de la Canal Gran            | Matadepera | element arquitectònic     |                                              | 41° 38′ 25″ N, 2° 01′ 46″ E / 41.64016°N,2.02956°E ca:Vessant hidrogràfic esquerre de la Canal Gran        |           |                     | Modifica les dades a Wikidata |
|        | forn de pega de la Canal de la Cova Roja | Matadepera | element arquitectònic     |                                              | 41° 38′ 27″ N, 2° 01′ 46″ E / 41.64087°N,2.02953°E ca:Vessant hidrogràfic dret de la Canal de la Cova Roja |           |                     | Modifica les dades a Wikidata |
|        | forn d’obra de Can Pobla                 | Matadepera | element arquitectònic     |                                              | 41° 38′ 00″ N, 2° 01′ 07″ E / 41.63339°N,2.01863°E ca:Can Pobla                                            |           |                     | Modifica les dades a Wikidata |
|        | forn d’obra de Can Torres                | Matadepera | element arquitectònic     |                                              | 41° 37′ 12″ N, 2° 01′ 51″ E / 41.62003°N,2.03088°E ca:Can Torres                                           |           |                     | Modifica les dades a Wikidata |

## església
| imatge | Nom                               | Ubicat a   | instància de      | Detalls                                                                           | coordenades                                                                                                   | Protecció                                            | Commons (més fotos)               | Dades a WD                    |
| ------ | --------------------------------- | ---------- | ----------------- | --------------------------------------------------------------------------------- | --- | ---------------------------------------------------- | --------------------------------- | ----------------------------- |
|        | Ermita de Santa Agnès             | Matadepera | església          |                                                                                   | 41° 38′ 49″ N, 2° 00′ 58″ E / 41.647056°N,2.01606°E 825 msnm                                                  |                                                      | Ermita de Santa Agnès             | Modifica les dades a Wikidata |
|        | Sant Esteve de can Pobla          | Matadepera | església capella  |                                                                                   | 41° 38′ 13″ N, 2° 01′ 01″ E / 41.6369034482398°N,2.01695630703113°E ca:Can Pobla                              |                                                      |                                   | Modifica les dades a Wikidata |
|        | Sant Joan Baptista de Can Roure   | Matadepera | església          | Estil: arquitectura popular                                                       | 41° 36′ 33″ N, 2° 00′ 20″ E / 41.609116°N,2.005451°E ca:Carretera de Terrassa a Talamanca, km 9               | bé cultural d'interès local                          | Sant Joan Baptista de Can Roure   | Modifica les dades a Wikidata |
|        | Sant Joan de Matadepera           | Matadepera | església          | Arquitecte: Bonaventura Bassegoda i Amigó Estil: historicisme arquitectònic 1900s | 41° 35′ 57″ N, 2° 01′ 41″ E / 41.599202°N,2.028037°E ca:Sant Joan                                             | bé cultural d'interès local                          | Sant Joan de Matadepera           | Modifica les dades a Wikidata |
|        | Sant Roc de la Barata             | Matadepera | església capella  |                                                                                   | 41° 38′ 26″ N, 1° 59′ 26″ E / 41.6404407662534°N,1.99069093412654°E ca:masia la Barata                        |                                                      |                                   | Modifica les dades a Wikidata |
|        | monestir de Sant Llorenç del Munt | Matadepera | església monestir | Estil: arquitectura romànica 11st century                                         | 41° 38′ 28″ N, 2° 01′ 05″ E / 41.641165°N,2.018074°E ca:Cim de la Mola (Parc Natural), accés des de Can Pobla | bé d'interès cultural bé cultural d'interès nacional | Monestir de Sant Llorenç del Munt | Modifica les dades a Wikidata |

## font
| imatge | Nom                                      | Ubicat a   | instància de | Detalls                     | coordenades                                                                                                 | Protecció                                  | Commons (més fotos) | Dades a WD                    |
| ------ | ---------------------------------------- | ---------- | ------------ | --------------------------- | --- | ------------------------------------------ | ------------------- | ----------------------------- |
|        | Celler de la família Comasòlivas - Font  | Matadepera | font         | 20th century                | 41° 36′ 06″ N, 2° 01′ 27″ E / 41.60164°N,2.0243°E ca:Carrer de Sant Llorenç, 77                             |                                            |                     | Modifica les dades a Wikidata |
|        | font Soleia                              | Matadepera | font         |                             | 41° 38′ 28″ N, 2° 01′ 21″ E / 41.641°N,2.022528°E 825 msnm                                                  |                                            | Font Soleia         | Modifica les dades a Wikidata |
|        | font de Can Roure                        | Matadepera | font         | 17th century                | 41° 36′ 30″ N, 2° 00′ 17″ E / 41.60841°N,2.00481°E ca:Camí de Sant Joan.                                    |                                            |                     | Modifica les dades a Wikidata |
|        | font de Can Vinyers                      | Matadepera | font         |                             | 41° 35′ 59″ N, 2° 01′ 56″ E / 41.59964°N,2.03234°E ca:Torrent de la Font de Can Vinyers                     |                                            |                     | Modifica les dades a Wikidata |
|        | font de la Cabana del Ton                | Matadepera | font         |                             | 41° 37′ 53″ N, 2° 01′ 28″ E / 41.63136°N,2.02441°E ca:Camí de la Castellassa de Can Torres                  |                                            |                     | Modifica les dades a Wikidata |
|        | font de la Tartana                       | Matadepera | font         | Estil: arquitectura popular | 41° 36′ 43″ N, 2° 01′ 55″ E / 41.61194°N,2.03205°E ca:Camí de la Font de Can Torres                         | bé integrant del patrimoni cultural català | Font de la Tartana  | Modifica les dades a Wikidata |
|        | font de les Mosques                      | Matadepera | font         |                             | 41° 37′ 58″ N, 2° 01′ 31″ E / 41.63291°N,2.02529°E ca:Mal Pas de la Castellassa                             |                                            |                     | Modifica les dades a Wikidata |
|        | font de l’Om                             | Matadepera | font         |                             | 41° 38′ 40″ N, 2° 01′ 02″ E / 41.64438888888889°N,2.0172222222222222°E 1105 msnm                            |                                            |                     | Modifica les dades a Wikidata |
|        | font del Bosquet                         | Matadepera | font         | 1984                        | 41° 35′ 51″ N, 2° 01′ 35″ E / 41.59758°N,2.02642°E ca:Plaça del bosquet, Carretera de Terrassa, s/n         |                                            |                     | Modifica les dades a Wikidata |
|        | font del Centre Excursionista del Vallès | Matadepera | font         |                             | 41° 38′ 09″ N, 2° 01′ 35″ E / 41.63587°N,2.02645°E ca:El Bolet                                              |                                            |                     | Modifica les dades a Wikidata |
|        | font del Nasi                            | Matadepera | font         |                             | 41° 37′ 02″ N, 2° 01′ 19″ E / 41.61727°N,2.02186°E ca:Carena dels Monjos                                    |                                            |                     | Modifica les dades a Wikidata |
|        | font del Raig                            | Matadepera | font         |                             | 41° 38′ 23″ N, 2° 01′ 19″ E / 41.63986°N,2.02197°E ca:Camí de la Font Soleia                                |                                            |                     | Modifica les dades a Wikidata |
|        | font del carrer de Sant Llorenç          | Matadepera | font         | 20th century                | 41° 36′ 03″ N, 2° 01′ 30″ E / 41.60081°N,2.02497°E ca:Confluència dels carrers de Sant Llorenç i Sant Joan. |                                            |                     | Modifica les dades a Wikidata |

## forn de calç
| imatge | Nom                                            | Ubicat a   | instància de | Detalls                          | coordenades | Protecció                                  | Commons (més fotos) | Dades a WD                    |
| ------ | ---------------------------------------------- | ---------- | ------------ | -------------------------------- | --- | ------------------------------------------ | ------------------- | ----------------------------- |
|        | Forn de Calç 1 de Can Roure                    | Matadepera | forn de calç |                                  | 41° 36′ 22″ N, 2° 00′ 29″ E / 41.60607°N,2.00803°E ca:Collet de Can Roure. |                                            |                     | Modifica les dades a Wikidata |
|        | Forn de Calç 1 de Can Torrella de Baix         | Matadepera | forn de calç |                                  | 41° 36′ 26″ N, 2° 00′ 44″ E / 41.60709°N,2.01209°E ca:Carretera de Terrassa a Talamanca, km 4’5 |                                            |                     | Modifica les dades a Wikidata |
|        | Forn de Calç 2 de Can Roure                    | Matadepera | forn de calç |                                  | 41° 36′ 21″ N, 2° 00′ 28″ E / 41.60589°N,2.0078°E ca:Collet de Can Roure |                                            |                     | Modifica les dades a Wikidata |
|        | Forn de Calç 2 de Can Torrelles de Baix        | Matadepera | forn de calç |                                  | 41° 36′ 23″ N, 2° 00′ 49″ E / 41.60627°N,2.01358°E ca:Can Torrella de Baix |                                            |                     | Modifica les dades a Wikidata |
|        | Forn de Calç 3 de Can Roure                    | Matadepera | forn de calç |                                  | 41° 36′ 23″ N, 2° 00′ 28″ E / 41.60627°N,2.00782°E ca:Camí del Collet de Can Roure. Situats a la carretera de Matadepera a Talamanca, en la bifurcació amb el camí que mena a l’església vella de Sant Joan, abans d’arribar a Can Roure, agafar un camí de terra que neix a mà esquerra del torrent i pujar fins a localitzar a mà dreta el forn de calç. |                                            |                     | Modifica les dades a Wikidata |
|        | Forn de calç d'en Ton                          | Matadepera | forn de calç | Estil: arquitectura popular      | 41° 36′ 37″ N, 2° 02′ 07″ E / 41.61027°N,2.03535°E | bé integrant del patrimoni cultural català |                     | Modifica les dades a Wikidata |
|        | Forn de calç de Can Bofi                       | Matadepera | forn de calç | Estil: arquitectura popular      | 41° 38′ 49″ N, 2° 00′ 07″ E / 41.64705°N,2.00183°E | bé integrant del patrimoni cultural català |                     | Modifica les dades a Wikidata |
|        | Forn de calç del Corcola                       | Matadepera | forn de calç | Estil: arquitectura popular 1860 | 41° 36′ 35″ N, 2° 02′ 03″ E / 41.6097°N,2.0343°E ca:Turó dels Rossos – Camí del Girabau – Pla dels Caçadors. | bé integrant del patrimoni cultural català |                     | Modifica les dades a Wikidata |
|        | Forn de calç del camí d'en Girabau             | Matadepera | forn de calç | Estil: arquitectura popular      | 41° 36′ 44″ N, 2° 02′ 02″ E / 41.61219°N,2.03377°E | bé integrant del patrimoni cultural català |                     | Modifica les dades a Wikidata |
|        | Forn de calç del camí de Pèlags                | Matadepera | forn de calç | Estil: arquitectura popular      | 41° 38′ 28″ N, 1° 59′ 37″ E / 41.641°N,1.99358°E | bé integrant del patrimoni cultural català |                     | Modifica les dades a Wikidata |
|        | Forn de calç del canal de la Coma de l'Abella  | Matadepera | forn de calç | Estil: arquitectura popular      | 41° 38′ 27″ N, 2° 00′ 35″ E / 41.6409°N,2.0098°E | bé integrant del patrimoni cultural català |                     | Modifica les dades a Wikidata |
|        | Forns de calç del Turó de Roques Blanques      | Matadepera | forn de calç | 20th century                     | 41° 36′ 18″ N, 2° 00′ 55″ E / 41.60504°N,2.01541°E ca:Turó de Roques Blanques |                                            |                     | Modifica les dades a Wikidata |
|        | forn de calç 1 de la Canal Gran                | Matadepera | forn de calç |                                  | 41° 38′ 28″ N, 2° 01′ 54″ E / 41.64112°N,2.03166°E ca:Canal Gran |                                            |                     | Modifica les dades a Wikidata |
|        | forn de calç de la Carena del Camí dels Monjos | Matadepera | forn de calç |                                  | 41° 37′ 02″ N, 2° 01′ 17″ E / 41.61727°N,2.02148°E ca:Carena dels Monjos |                                            |                     | Modifica les dades a Wikidata |
|        | forn de calç del Camí de la Senyora            | Matadepera | forn de calç |                                  | 41° 37′ 56″ N, 2° 01′ 20″ E / 41.63213°N,2.02217°E ca:El Camí de la Senyora |                                            |                     | Modifica les dades a Wikidata |

## indret
| imatge | Nom                  | Ubicat a   | instància de | Detalls | coordenades                                                                   | Protecció | Commons (més fotos)  | Dades a WD                    |
| ------ | -------------------- | ---------- | ------------ | ------- | ----------------------------------------------------------------------------- | --------- | -------------------- | ----------------------------- |
|        | canal de Santa Agnès | Matadepera | indret       |         | 41° 38′ 53″ N, 2° 01′ 02″ E / 41.64812777777778°N,2.017138888888889°E la Mola |           | Canal de Santa Agnès | Modifica les dades a Wikidata |
|        | cingle dels Cavalls  | Matadepera | indret       |         | 41° 38′ 20″ N, 2° 00′ 48″ E / 41.6388°N,2.0132055555555555°E                  |           | Cingle dels Cavalls  | Modifica les dades a Wikidata |
|        | els Òbits            | Matadepera | indret       |         | 41° 39′ 19″ N, 2° 00′ 46″ E / 41.655405555555554°N,2.0127888888888887°E       |           | Els Òbits            | Modifica les dades a Wikidata |

## masia
| imatge | Nom                  | Ubicat a   | instància de                                              | Detalls                                                                     | coordenades | Protecció                   | Commons (més fotos)        | Dades a WD                    |
| ------ | -------------------- | ---------- | --------------------------------------------------------- | --------------------------------------------------------------------------- | --- | --------------------------- | -------------------------- | ----------------------------- |
|        | Can Bofí             | Matadepera | masia                                                     |                                                                             | 41° 38′ 49″ N, 1° 59′ 57″ E / 41.6469918668165°N,1.99927073345716°E ca:Al nord del terme municipal; sota el Puig Conill        |                             |                            | Modifica les dades a Wikidata |
|        | Can Duran            | Matadepera | masia                                                     | 20th century                                                                | 41° 36′ 06″ N, 2° 01′ 48″ E / 41.601786281067°N,2.02986149922095°E ca:Camí Can Duran, 7 i 8                                    | bé cultural d'interès local | Can Duran (Matadepera)     | Modifica les dades a Wikidata |
|        | Can Ferrers de Baix  | Matadepera | masia                                                     | Estil: arquitectura popular                                                 | 41° 36′ 53″ N, 2° 00′ 12″ E / 41.614759°N,2.003299°E ca:Carrer del Mas Ferrers, 4                                              | bé cultural d'interès local |                            | Modifica les dades a Wikidata |
|        | Can Ferrers de Dalt  | Matadepera | masia                                                     | Estil: arquitectura popular                                                 | 41° 37′ 00″ N, 1° 59′ 58″ E / 41.61662°N,1.99939°E ca:Carrer Mas Cellers, 26                                                   | bé cultural d'interès local |                            | Modifica les dades a Wikidata |
|        | Can Garrigosa        | Matadepera | masia                                                     |                                                                             | 41° 38′ 14″ N, 2° 00′ 09″ E / 41.6370841835658°N,2.00238963878348°E ca:Entre can Pèlacs i can Robert 659 msnm                  |                             | Can Garrigosa (Matadepera) | Modifica les dades a Wikidata |
|        | Can Gorina           | Matadepera | masia                                                     | Estil: arquitectura popular 16th century                                    | 41° 36′ 27″ N, 2° 01′ 45″ E / 41.60762°N,2.02914°E ca:Camí Font de la Tartana, 48                                              | bé cultural d'interès local | Can Gorina                 | Modifica les dades a Wikidata |
|        | Can Marcet           | Matadepera | masia                                                     |                                                                             | 41° 37′ 36″ N, 2° 00′ 26″ E / 41.626632201497°N,2.0072988719675°E                                                              |                             |                            | Modifica les dades a Wikidata |
|        | Can Massellers       | Matadepera | masia                                                     |                                                                             | 41° 36′ 56″ N, 2° 00′ 08″ E / 41.6156900966324°N,2.00213128290433°E                                                            |                             |                            | Modifica les dades a Wikidata |
|        | Can Pobla            | Matadepera | masia                                                     | Estil: historicisme arquitectònic arquitectura modernista 1905              | 41° 38′ 11″ N, 2° 01′ 00″ E / 41.63641°N,2.0166°E ca:Camí de Sant Llorenç del Munt 864 msnm                                    | bé cultural d'interès local | Can Pobla                  | Modifica les dades a Wikidata |
|        | Can Prat             | Matadepera | masia                                                     |                                                                             | 41° 36′ 32″ N, 2° 01′ 17″ E / 41.6088933659187°N,2.02141411458514°E                                                            |                             |                            | Modifica les dades a Wikidata |
|        | Can Pèlecs           | Matadepera | masia                                                     | Estil: arquitectura popular 16th century                                    | 41° 38′ 39″ N, 2° 00′ 02″ E / 41.64418°N,2.00056°E 712 msnm                                                                    | bé cultural d'interès local | Can Pèlecs (Matadepera)    | Modifica les dades a Wikidata |
|        | Can Robert           | Matadepera | masia                                                     |                                                                             | 41° 38′ 00″ N, 2° 00′ 17″ E / 41.63346631002°N,2.00481058369687°E ca:Camí que surt del carrer de Boixaderes                    | bé cultural d'interès local | Can Robert (Matadepera)    | Modifica les dades a Wikidata |
|        | Can Roure            | Matadepera | masia                                                     | Estil: arquitectura popular                                                 | 41° 36′ 29″ N, 2° 00′ 26″ E / 41.6081679362489°N,2.00719169268154°E                                                            | bé cultural d'interès local |                            | Modifica les dades a Wikidata |
|        | Can Solà del Pla     | Matadepera | masia                                                     | Estil: arquitectura popular 14th century                                    | 41° 36′ 54″ N, 2° 00′ 49″ E / 41.614976285111°N,2.0134787910628°E ca:C. Can Solà del Pla, 7 529 msnm                           | bé cultural d'interès local | Can Solà del Pla           | Modifica les dades a Wikidata |
|        | Can Solà del Racó    | Matadepera | masia jaciment arqueològic vil·la romana necròpolis sitja | Estil: arquitectura popular 14th century                                    | 41° 36′ 41″ N, 2° 01′ 57″ E / 41.6114920976529°N,2.03260851203432°E ca:Urbanització Can Solà del Racó, camí Font de la Tartana | bé cultural d'interès local | Can Solà del Racó          | Modifica les dades a Wikidata |
|        | Can Torrella de Baix | Matadepera | masia                                                     | Estil: arquitectura popular 15th century                                    | 41° 36′ 27″ N, 2° 00′ 42″ E / 41.607489°N,2.011741°E ca:Ctra. de Terrassa a Talamanca, km 5 478 msnm                           | bé cultural d'interès local | Can Torrella de Baix       | Modifica les dades a Wikidata |
|        | Can Torres           | Matadepera | masia                                                     | Estil: arquitectura popular                                                 | 41° 37′ 16″ N, 2° 01′ 44″ E / 41.6212°N,2.02875°E ca:Can TorresA l’est del terme municipal                                     | bé cultural d'interès local |                            | Modifica les dades a Wikidata |
|        | Can Vinyers          | Matadepera | masia                                                     | Estil: arquitectura popular 15th century                                    | 41° 35′ 58″ N, 2° 01′ 54″ E / 41.59934°N,2.03171°E ca:C. de Pompeu Fabra - Camp de golf municipal                              | bé cultural d'interès local | Can Vinyers (masia)        | Modifica les dades a Wikidata |
|        | Mas Bofí             | Matadepera | masia                                                     | Estil: arquitectura popular                                                 | 41° 38′ 48″ N, 1° 59′ 58″ E / 41.646777°N,1.999314°E                                                                           | bé cultural d'interès local |                            | Modifica les dades a Wikidata |
|        | Mas Cellers          | Matadepera | masia                                                     | Estil: arquitectura popular                                                 | 41° 36′ 55″ N, 2° 00′ 07″ E / 41.6154°N,2.00206°E ca:Carrer de Les Pedritxes, 28                                               | bé cultural d'interès local |                            | Modifica les dades a Wikidata |
|        | Torre Serra          | Matadepera | masia                                                     | 1933                                                                        | 41° 35′ 51″ N, 2° 01′ 31″ E / 41.59742°N,2.02521°E ca:Carrer de Josep Porcar, 27                                               |                             |                            | Modifica les dades a Wikidata |
|        | Torre de l'Àngel     | Matadepera | masia                                                     | Arquitecte: Lluís Muncunill i Parellada Estil: arquitectura modernista 1907 | 41° 37′ 43″ N, 1° 59′ 53″ E / 41.628743°N,1.997923°E ca:Carretera de Talamanca, km 7                                           | bé cultural d'interès local |                            | Modifica les dades a Wikidata |
|        | el Gabí              | Matadepera | masia                                                     |                                                                             | 41° 38′ 09″ N, 1° 59′ 53″ E / 41.6358565630788°N,1.997942228001°E                                                              |                             |                            | Modifica les dades a Wikidata |
|        | la Barata            | Matadepera | masia                                                     | Estil: arquitectura popular                                                 | 41° 38′ 28″ N, 1° 59′ 26″ E / 41.641117°N,1.990581°E ca:Crtra. de Talamanca, km 9                                              | bé cultural d'interès local | La Barata (Matadepera)     | Modifica les dades a Wikidata |
|        | la Mata Xica         | Matadepera | masia                                                     | 19th century                                                                | 41° 36′ 33″ N, 2° 00′ 24″ E / 41.609245°N,2.006796°E ca:Torrella de Dalt; Mata Xica 490 msnm                                   | bé cultural d'interès local | La Mata Xica               | Modifica les dades a Wikidata |

## mobiliari urbà
| imatge | Nom                               | Ubicat a   | instància de   | Detalls      | coordenades | Protecció | Commons (més fotos) | Dades a WD                    |
| ------ | --------------------------------- | ---------- | -------------- | ------------ | --- | --------- | ------------------- | ----------------------------- |
|        | El Pi dels llibres                | Matadepera | mobiliari urbà |              | 41° 35′ 57″ N, 2° 01′ 40″ E / 41.59921°N,2.02778°E ca:Carrer de Pere Aldavert amb la Plaça de Mn. Jaume Torres. |           |                     | Modifica les dades a Wikidata |
|        | Mural de la Plaça de la Germandat | Matadepera | mobiliari urbà | 21st century | 41° 35′ 56″ N, 2° 01′ 39″ E / 41.59882°N,2.02759°E ca:Plaça de la Germandat de Sant Sebastià                    |           |                     | Modifica les dades a Wikidata |

## monument
| imatge | Nom                                            | Ubicat a   | instància de | Detalls      | coordenades | Protecció | Commons (més fotos) | Dades a WD                    |
| ------ | ---------------------------------------------- | ---------- | ------------ | ------------ | --- | --------- | ------------------- | ----------------------------- |
|        | Monument Dedicat Als Gegants Llorenç i Agnès   | Matadepera | monument     | 2014         | 41° 35′ 49″ N, 2° 01′ 35″ E / 41.59688°N,2.02628°E ca:Plaça de l’Ajuntament, s/n                                                               |           |                     | Modifica les dades a Wikidata |
|        | Monument En Memòria de les Inundacions de 1962 | Matadepera | monument     |              | 41° 36′ 10″ N, 2° 01′ 25″ E / 41.60287°N,2.02374°E ca:Plaça de Sant Jordi                                                                      |           |                     | Modifica les dades a Wikidata |
|        | Monument Tirant Lo Blanc                       | Matadepera | monument     | 1991         | 41° 35′ 49″ N, 2° 01′ 32″ E / 41.59703°N,2.02548°E ca:Plaça de Jaume Corcoy s/n                                                                |           |                     | Modifica les dades a Wikidata |
|        | Monument a Cal Parramon                        | Matadepera | monument     | 20th century | 41° 35′ 57″ N, 2° 01′ 40″ E / 41.59903°N,2.02773°E ca:Plaça de la Germandat de Sant Sebastià s/n                                               |           |                     | Modifica les dades a Wikidata |
|        | Monument a la Comtessa Ermessenda              | Matadepera | monument     | 2014         | 41° 35′ 45″ N, 2° 02′ 00″ E / 41.59597°N,2.03324°E ca:Carretera de Sabadell, en la confluència amb els carrers de Sant Joan i de Pompeu Fabra. |           |                     | Modifica les dades a Wikidata |

## monòlit
| imatge | Nom                          | Ubicat a   | instància de | Detalls                        | coordenades                                                                       | Protecció | Commons (més fotos)          | Dades a WD                    |
| ------ | ---------------------------- | ---------- | ------------ | ------------------------------ | --------------------------------------------------------------------------------- | --------- | ---------------------------- | ----------------------------- |
|        | Cavall Bernat                | Matadepera | monòlit      | Alt: 28m                       | 41° 37′ 41″ N, 2° 00′ 54″ E / 41.6281°N,2.01506°E 801.2 msnm                      |           | Cavall Bernat (Matadepera)   | Modifica les dades a Wikidata |
|        | La Castellassa de Can Torres | Matadepera | monòlit      | Llarg: 90m Ample: 30m Alt: 50m | 41° 38′ 11″ N, 2° 01′ 41″ E / 41.63644444444444°N,2.0279861111111113°E 835.6 msnm |           | La Castellassa de Can Torres | Modifica les dades a Wikidata |
|        | La Castellassa del Dalmau    | Matadepera | monòlit      |                                | 41° 38′ 43″ N, 2° 01′ 49″ E / 41.645177777777775°N,2.0303583333333335°E 738 msnm  |           | La Castellassa del Dalmau    | Modifica les dades a Wikidata |
|        | Morral del Drac              | Matadepera | monòlit      |                                | 41° 38′ 45″ N, 2° 00′ 54″ E / 41.645745°N,2.015097°E 980.2 msnm                   |           | Morral del Drac              | Modifica les dades a Wikidata |

## muntanya
| imatge | Nom                     | Ubicat a                        | instància de | Detalls | coordenades                                                                     | Protecció | Commons (més fotos)               | Dades a WD                    |
| ------ | ----------------------- | ------------------------------- | ------------ | ------- | ------------------------------------------------------------------------------- | --------- | --------------------------------- | ----------------------------- |
|        | Mont-rodon              | Castellar del Vallès Matadepera | muntanya     |         | 41° 36′ 43″ N, 2° 02′ 34″ E / 41.61180556°N,2.04280556°E 618.4 msnm             |           | Mont-rodon (Castellar del Vallès) | Modifica les dades a Wikidata |
|        | Punta dels Caus Cremats | Matadepera                      | muntanya     |         | 41° 37′ 44″ N, 1° 59′ 05″ E / 41.628801°N,1.984727°E 815 msnm                   |           | Punta dels Caus Cremats           | Modifica les dades a Wikidata |
|        | Roca del Corb           | Terrassa Matadepera             | muntanya     |         | 41° 38′ 07″ N, 1° 58′ 56″ E / 41.63516666666666°N,1.9823055555555555°E 878 msnm |           | Roca del Corb                     | Modifica les dades a Wikidata |
|        | Turó de Coll Prunera    | Mura Matadepera                 | muntanya     |         | 41° 39′ 16″ N, 1° 59′ 24″ E / 41.65436111°N,1.98997222°E 889 msnm               |           | Turó de Coll Prunera              | Modifica les dades a Wikidata |
|        | Turó de Sant Joan       | Terrassa Matadepera             | muntanya     |         | 41° 36′ 23″ N, 2° 00′ 15″ E / 41.606527°N,2.004186°E 619.6 msnm                 |           | Turó de Sant Joan (Terrassa)      | Modifica les dades a Wikidata |
|        | Turó de l'Ós            | Terrassa Matadepera             | muntanya     |         | 41° 36′ 39″ N, 1° 59′ 50″ E / 41.61094444°N,1.99713889°E 672.1 msnm             |           |                                   | Modifica les dades a Wikidata |
|        | Turó de les Nou Cabres  | Matadepera                      | muntanya     |         | 41° 39′ 14″ N, 2° 01′ 06″ E / 41.65391667°N,2.01833333°E 904.6 msnm             |           | Turó de les Nou Cabres            | Modifica les dades a Wikidata |
|        | Turó de les Pedritxes   | Terrassa Matadepera             | muntanya     |         | 41° 36′ 54″ N, 1° 59′ 24″ E / 41.61497222°N,1.99008333°E 790.7 msnm             |           | Turó de les Pedritxes             | Modifica les dades a Wikidata |
|        | el Pujol                | Matadepera                      | muntanya     |         | 41° 36′ 40″ N, 2° 01′ 39″ E / 41.61105556°N,2.02752778°E 617.3 msnm             |           | El Pujol (Matadepera)             | Modifica les dades a Wikidata |
|        | els Plecs del Llibre    | Matadepera                      | muntanya     |         | 41° 37′ 53″ N, 2° 01′ 24″ E / 41.6313°N,2.02331°E 873 msnm                      |           |                                   | Modifica les dades a Wikidata |
|        | la Mola                 | Matadepera                      | muntanya     |         | 41° 38′ 28″ N, 2° 01′ 04″ E / 41.6411519036°N,2.01767220976°E 1103.25 msnm      |           | La Mola (Sant Llorenç del Munt)   | Modifica les dades a Wikidata |
|        | la Panxa Contenta       | Matadepera                      | muntanya     |         | 41° 38′ 45″ N, 2° 00′ 54″ E / 41.645745°N,2.0150969444444446°E 933 msnm         |           | La Panxa Contenta                 | Modifica les dades a Wikidata |

## nucli de població
| imatge | Nom                    | Ubicat a   | instància de                                           | Detalls              | coordenades                                                                                                   | Protecció | Commons (més fotos) | Dades a WD                    |
| ------ | ---------------------- | ---------- | ------------------------------------------------------ | -------------------- | --- | --------- | ------------------- | ----------------------------- |
|        | Can Candi              | Matadepera | nucli de població nucli d'entitat singular de població | 120 hab              | 41° 36′ 12″ N, 2° 01′ 04″ E / 41.60327719°N,2.01782778°E 453 msnm                                             |           |                     | Modifica les dades a Wikidata |
|        | Can Duran              | Matadepera | nucli de població nucli d'entitat singular de població | 66 hab               | 41° 36′ 06″ N, 2° 01′ 45″ E / 41.60157275°N,2.02925365°E 420 msnm                                             |           |                     | Modifica les dades a Wikidata |
|        | Can Prat               | Matadepera | nucli de població nucli d'entitat singular de població | 353 hab              | 41° 36′ 41″ N, 2° 00′ 53″ E / 41.611384236352°N,2.0147336915398°E 553 msnm                                    |           |                     | Modifica les dades a Wikidata |
|        | Can Robert             | Matadepera | nucli de població nucli d'entitat singular de població | 328 hab              | 41° 37′ 47″ N, 2° 00′ 17″ E / 41.62973613°N,2.00482079°E 624 msnm                                             |           |                     | Modifica les dades a Wikidata |
|        | Can Solà del Racó      | Matadepera | nucli de població nucli d'entitat singular de població | 863 hab              | 41° 36′ 12″ N, 2° 01′ 58″ E / 41.603431789048°N,2.0328549557465°E 454 msnm                                    |           |                     | Modifica les dades a Wikidata |
|        | Can Vinyers            | Matadepera | nucli de població nucli d'entitat singular de població | 15th century 234 hab | 41° 35′ 59″ N, 2° 01′ 54″ E / 41.599819320701°N,2.0317089478899°E ca:Carrer de Pompeu Fabra, s/n 382.044 msnm |           |                     | Modifica les dades a Wikidata |
|        | Cavall Bernat          | Matadepera | nucli de població nucli d'entitat singular de població | 1017 hab             | 41° 37′ 24″ N, 2° 00′ 48″ E / 41.6234154915809°N,2.01329592769458°E 603 msnm                                  |           |                     | Modifica les dades a Wikidata |
|        | Drac Parc              | Matadepera | nucli de població nucli d'entitat singular de població | 723 hab              | 41° 35′ 56″ N, 2° 01′ 17″ E / 41.59880287°N,2.02125549°E 427 msnm                                             |           |                     | Modifica les dades a Wikidata |
|        | Mas Sot                | Matadepera | nucli de població nucli d'entitat singular de població | 487 hab              | 41° 35′ 43″ N, 2° 01′ 41″ E / 41.59528598866°N,2.0281771106588°E 517 msnm                                     |           |                     | Modifica les dades a Wikidata |
|        | Sant Llorenç           | Matadepera | nucli de població nucli d'entitat singular de població | 159 hab              | 41° 36′ 16″ N, 2° 01′ 07″ E / 41.604371°N,2.018701°E 150 msnm                                                 |           |                     | Modifica les dades a Wikidata |
|        | Sant Llorenç dels Pins | Matadepera | nucli de població nucli d'entitat singular de població | 325 hab              | 41° 36′ 27″ N, 2° 01′ 47″ E / 41.60743166°N,2.02976588°E 459 msnm                                             |           |                     | Modifica les dades a Wikidata |
|        | Verge de Montserrat    | Matadepera | nucli de població nucli d'entitat singular de població | 308 hab              | 41° 36′ 15″ N, 2° 01′ 00″ E / 41.60416753°N,2.01661423°E 460 msnm                                             |           |                     | Modifica les dades a Wikidata |
|        | el Pla de Sant Llorenç | Matadepera | nucli de població nucli d'entitat singular de població | 1037 hab             | 41° 37′ 07″ N, 2° 01′ 10″ E / 41.61862996979°N,2.0194246026154°E 568 msnm                                     |           |                     | Modifica les dades a Wikidata |
|        | els Rourets            | Matadepera | nucli de població                                      |                      | 41° 37′ 29″ N, 1° 59′ 30″ E / 41.6246239200264°N,1.99166991620472°E                                           |           |                     | Modifica les dades a Wikidata |
|        | la Muntanyeta          | Matadepera | nucli de població nucli d'entitat singular de població | 141 hab              | 41° 36′ 14″ N, 2° 02′ 15″ E / 41.6038948°N,2.03761917°E 501 msnm                                              |           |                     | Modifica les dades a Wikidata |
|        | la Plana               | Matadepera | nucli de població nucli d'entitat singular de població | 315 hab              | 41° 36′ 24″ N, 2° 01′ 51″ E / 41.60677°N,2.030911°E 445 msnm                                                  |           |                     | Modifica les dades a Wikidata |
|        | les Pedritxes          | Matadepera | nucli de població nucli d'entitat singular de població | 1041 hab             | 41° 37′ 08″ N, 1° 59′ 37″ E / 41.6188574050582°N,1.993500208377°E 604 msnm                                    |           |                     | Modifica les dades a Wikidata |

## pont
| imatge | Nom                      | Ubicat a   | instància de | Detalls                                     | coordenades                                                                        | Protecció | Commons (més fotos) | Dades a WD                    |
| ------ | ------------------------ | ---------- | ------------ | ------------------------------------------- | ---------------------------------------------------------------------------------- | --------- | ------------------- | ----------------------------- |
|        | Antic pont de Cal Robert | Matadepera | pont         | Travessa: riera de les Arenes Estat: ruïnós | 41° 37′ 46″ N, 1° 59′ 53″ E / 41.62936°N,1.99801°E ca:Riera de les Arenes 579 msnm |           |                     | Modifica les dades a Wikidata |
|        | Pont de Can Pobla        | Matadepera | pont         | Estat: parcialment destruït                 | 41° 38′ 06″ N, 2° 00′ 57″ E / 41.63513°N,2.01588°E ca:Canal de Can Pobla 810 msnm  |           |                     | Modifica les dades a Wikidata |
|        | Pont de la Riba          | Matadepera | pont         |                                             | 41° 37′ 24″ N, 2° 00′ 05″ E / 41.6234304777528°N,2.00147176358389°E                |           |                     | Modifica les dades a Wikidata |

## rellotge de sol
| imatge | Nom                                             | Ubicat a   | instància de                          | Detalls      | coordenades | Protecció | Commons (més fotos) | Dades a WD                    |
| ------ | ----------------------------------------------- | ---------- | ------------------------------------- | ------------ | --- | --------- | ------------------- | ----------------------------- |
|        | Rellotge de Matí de la Mateta                   | Matadepera | rellotge de sol element arquitectònic |              | 41° 36′ 33″ N, 2° 00′ 25″ E / 41.60924°N,2.00688°E ca:Masia La Mateta, s/n                                              |           |                     | Modifica les dades a Wikidata |
|        | Rellotge de Sol de Ca L'aldavert                | Matadepera | rellotge de sol                       | 1890         | 41° 35′ 55″ N, 2° 01′ 43″ E / 41.59863°N,2.02858°E ca:Carrer de Sant Joan, 28.                                          |           |                     | Modifica les dades a Wikidata |
|        | Rellotge de Sol de Matí de Can Vinyers          | Matadepera | rellotge de sol                       | 20th century | 41° 35′ 57″ N, 2° 01′ 55″ E / 41.59926°N,2.03182°E ca:Carrer de Pompeu Fabra, s/n                                       |           |                     | Modifica les dades a Wikidata |
|        | Rellotge de Sol de Tarda de Can Vinyers         | Matadepera | rellotge de sol                       | 20th century | 41° 35′ 57″ N, 2° 01′ 54″ E / 41.59928°N,2.03157°E ca:Carrer de Pompeu Fabra, s/n                                       |           |                     | Modifica les dades a Wikidata |
|        | Rellotge de Sol de Tarda de la Mateta           | Matadepera | rellotge de sol                       |              | 41° 36′ 31″ N, 2° 00′ 25″ E / 41.60862°N,2.00681°E ca:Masia La Mateta, s/n                                              |           |                     | Modifica les dades a Wikidata |
|        | Rellotge de Sol de la Plaça de Sant Jordi       | Matadepera | rellotge de sol                       |              | 41° 36′ 10″ N, 2° 01′ 25″ E / 41.60267°N,2.02349°E ca:Plaça de Sant Jordi, s/n                                          |           |                     | Modifica les dades a Wikidata |
|        | Rellotge de Sol del Carrer D’eduvigis Rosas     | Matadepera | rellotge de sol                       | 1971         | 41° 35′ 54″ N, 2° 01′ 48″ E / 41.59836°N,2.03006°E ca:Carrer d’Eduvigis Rosas, cantonada amb el carrer de Pompeu Fabra. |           |                     | Modifica les dades a Wikidata |
|        | Rellotge de Sol del Carrer de Jaume I, Número 9 | Matadepera | rellotge de sol                       | 1950         | 41° 35′ 52″ N, 2° 01′ 32″ E / 41.59787°N,2.0256°E ca:Carrer de Jaume I, 9                                               |           |                     | Modifica les dades a Wikidata |
|        | rellotge de sol de Cal Gamell                   | Matadepera | rellotge de sol                       | 1983         | 41° 35′ 58″ N, 2° 01′ 38″ E / 41.59953°N,2.02715°E ca:Carrer de Sant Joan, 58                                           |           |                     | Modifica les dades a Wikidata |
|        | rellotge de sol de Can Torrella de Baix         | Matadepera | rellotge de sol                       |              | 41° 36′ 27″ N, 2° 00′ 43″ E / 41.60748°N,2.01188°E ca:Carretera de Terrassa a Talamanca, km 4’5                         |           |                     | Modifica les dades a Wikidata |
|        | rellotge de sol de Can Torres                   | Matadepera | rellotge de sol                       |              | 41° 37′ 16″ N, 2° 01′ 43″ E / 41.62112°N,2.02873°E ca:Can Torres                                                        |           |                     | Modifica les dades a Wikidata |
|        | rellotge de sol de la Torre Guillermina         | Matadepera | rellotge de sol                       | 21st century | 41° 36′ 05″ N, 2° 01′ 35″ E / 41.60128°N,2.02641°E ca:Carrer d’Àngel Guimerà, núm. 56                                   |           |                     | Modifica les dades a Wikidata |
|        | rellotge de sol del carrer de la Tramuntana, 4  | Matadepera | rellotge de sol                       | 20th century | 41° 36′ 54″ N, 2° 00′ 47″ E / 41.61491°N,2.01307°E ca:Carrer de la Tramuntana, 4                                        |           |                     | Modifica les dades a Wikidata |

## roca
| imatge | Nom                     | Ubicat a   | instància de | Detalls | coordenades                                                             | Protecció | Commons (més fotos)     | Dades a WD                    |
| ------ | ----------------------- | ---------- | ------------ | ------- | ----------------------------------------------------------------------- | --------- | ----------------------- | ----------------------------- |
|        | Foradada de Puig Conill | Matadepera | roca         |         | 41° 39′ 14″ N, 2° 00′ 16″ E / 41.653775°N,2.0045611111111112°E 831 msnm |           | Foradada de Puig Conill | Modifica les dades a Wikidata |
|        | Foradada de la Campana  | Matadepera | roca         |         | 41° 39′ 14″ N, 2° 00′ 16″ E / 41.653775°N,2.0045611111111112°E          |           | Foradada de la Campana  | Modifica les dades a Wikidata |
|        | Foradada del Tòtem      | Matadepera | roca         |         | 41° 39′ 14″ N, 2° 00′ 16″ E / 41.653775°N,2.0045611111111112°E 968 msnm |           | Foradada del Tòtem      | Modifica les dades a Wikidata |

## serra
| imatge | Nom                    | Ubicat a                                                                      | instància de | Detalls | coordenades                                                         | Protecció             | Commons (més fotos)    | Dades a WD                    |
| ------ | ---------------------- | ----------------------------------------------------------------------------- | ------------ | ------- | ------------------------------------------------------------------- | --------------------- | ---------------------- | ----------------------------- |
|        | Sant Llorenç del Munt  | Sant Llorenç Savall Mura Matadepera Vacarisses Castellar del Vallès Rellinars | serra        |         | 41° 38′ 38″ N, 2° 01′ 23″ E / 41.643778°N,2.023045°E                | bé d'interès cultural | Sant Llorenç del Munt  | Modifica les dades a Wikidata |
|        | serra de les Pedritxes | Matadepera Terrassa                                                           | serra        |         | 41° 36′ 54″ N, 1° 59′ 24″ E / 41.61491667°N,1.99011111°E 790.7 msnm |                       | Serra de les Pedritxes | Modifica les dades a Wikidata |

## Misc
| imatge | Nom                             | Ubicat a                                                         | instància de                                                                   | Detalls        | coordenades | Protecció                   | Commons (més fotos)              | Dades a WD                    |
| ------ | ------------------------------- | ---------------------------------------------------------------- | ------------------------------------------------------------------------------ | -------------- | --- | --------------------------- | -------------------------------- | ----------------------------- |
|        | BV-1275                         | Terrassa Matadepera                                              | carretera                                                                      |                | 41° 35′ 30″ N, 2° 01′ 14″ E / 41.5918°N,2.0205°E                                                                 |                             |                                  | Modifica les dades a Wikidata |
|        | Balmeta del Roger               | Matadepera                                                       | balma                                                                          |                | 41° 38′ 28″ N, 2° 01′ 40″ E / 41.64099°N,2.02784°E ca:Canal de la Cova Roja                                      |                             |                                  | Modifica les dades a Wikidata |
|        | Bassa de Can Torres             | Matadepera                                                       | bassa                                                                          |                | 41° 37′ 12″ N, 2° 01′ 48″ E / 41.62004°N,2.0299°E ca:Can Torres                                                  |                             |                                  | Modifica les dades a Wikidata |
|        | Hort dels Monjos                | Matadepera                                                       | hort                                                                           |                | 41° 38′ 24″ N, 2° 01′ 14″ E / 41.64009°N,2.02062°E ca:La Mola                                                    |                             |                                  | Modifica les dades a Wikidata |
|        | La Mola                         | Matadepera                                                       | vèrtex geodèsic                                                                | Alt: 1.2m      | 41° 38′ 29″ N, 2° 01′ 05″ E / 41.641309°N,2.017959°E 1103.733 msnm                                               |                             |                                  | Modifica les dades a Wikidata |
|        | Matadepera                      | Matadepera                                                       | entitat singular de població capital municipal ens local històric de Catalunya | 9863 hab       | 41° 35′ 56″ N, 2° 01′ 35″ E / 41.598888888889°N,2.0263888888889°E 425 msnm                                       |                             |                                  | Modifica les dades a Wikidata |
|        | Molí de Vent de Can Vinyers     | Matadepera                                                       | molí de vent                                                                   | 1929           | 41° 35′ 57″ N, 2° 01′ 53″ E / 41.59925°N,2.03144°E ca:Carrer de Pompeu Fabra, s/n                                |                             |                                  | Modifica les dades a Wikidata |
|        | Mundet Torner                   | Matadepera                                                       | conjunt d'edificis                                                             | 1944           | 41° 35′ 46″ N, 2° 01′ 29″ E / 41.59622°N,2.02485°E ca:Carretera de Terrassa, núm. 32-34                          |                             |                                  | Modifica les dades a Wikidata |
|        | Sescorts                        | Matadepera                                                       | abric rocós cova                                                               |                | 41° 38′ 41″ N, 2° 00′ 40″ E / 41.6448514565481°N,2.01109568424086°E 937 msnm                                     |                             | Sescorts (Sant Llorenç del Munt) | Modifica les dades a Wikidata |
|        | Tombes de Can Robert            | Matadepera                                                       | necròpolis jaciment arqueològic                                                |                | 41° 38′ 04″ N, 2° 00′ 21″ E / 41.63453333333333°N,2.0057638888888887°E 690 msnm                                  | bé cultural d'interès local | Necròpolis de Can Robert         | Modifica les dades a Wikidata |
|        | Trull de Cal Motxu              | Matadepera                                                       | molí Ús: trull                                                                 | 19th century   | 41° 35′ 56″ N, 2° 01′ 36″ E / 41.59897°N,2.02671°E ca:C. Sant Isidre, 24                                         | bé cultural d'interès local | Trull de Cal Motxo               | Modifica les dades a Wikidata |
|        | camí dels Monjos                | Sant Cugat del Vallès Sant Quirze del Vallès Terrassa Matadepera | camí                                                                           | Llarg: 27.43km | 41° 31′ 47″ N, 2° 03′ 17″ E / 41.529783°N,2.054732°E                                                             |                             | Camí dels Monjos                 | Modifica les dades a Wikidata |
|        | casa consistorial de Matadepera | Matadepera                                                       | casa consistorial                                                              |                | 41° 35′ 48″ N, 2° 01′ 36″ E / 41.5966686°N,2.0267386°E                                                           |                             | Ajuntament de Matadepera         | Modifica les dades a Wikidata |
|        | cementiri de Matadepera         | Matadepera                                                       | cementiri                                                                      |                | 41° 36′ 35″ N, 2° 00′ 21″ E / 41.6097593758436°N,2.00582312744049°E ca:Església vella de Sant Joan de Matadepera |                             |                                  | Modifica les dades a Wikidata |
|        | creu del Gurugú                 | Matadepera                                                       | creu de terme                                                                  |                | 41° 37′ 40″ N, 2° 01′ 12″ E / 41.62777°N,2.02004°E ca:Turó del Gurugú                                            |                             |                                  | Modifica les dades a Wikidata |
|        | plaça de les Arts               | Matadepera                                                       | plaça                                                                          | 2005           | 41° 36′ 01″ N, 2° 01′ 32″ E / 41.60014°N,2.02549°E ca:Entre el carrer de Sant Joan / amb carrer de Sant Llorenç. |                             |                                  | Modifica les dades a Wikidata |
|        | safareig de Can Torres          | Matadepera                                                       | safareig                                                                       |                | 41° 37′ 12″ N, 2° 01′ 48″ E / 41.61996°N,2.02989°E ca:Can Torres                                                 |                             |                                  | Modifica les dades a Wikidata |